# Kanji Dol
Kanji Dol is een plaats in Slovenië en maakt deel uit van de gemeente Idrija in de NUTS-3-regio Goriška.